# Recloses
Recloses település Franciaországban, Seine-et-Marne megyében. Lakosainak száma 624 fő (2022. január 1.). Recloses Bourron-Marlotte, La Chapelle-la-Reine, Fontainebleau, Grez-sur-Loing, Ury és Villiers-sous-Grez községekkel határos.

## Népesség
A település népessége az elmúlt években az alábbi módon változott:
| Lakosok száma | 704  | 685  | 687  | 635  | 623  | 614  | 607  | 616  | 624  |
|               | 2013 | 2015 | 2016 | 2017 | 2018 | 2019 | 2020 | 2021 | 2022 |